# Söraby socken
Söraby socken i Småland ingick i Norrvidinge härad i Värend, ingår sedan 1971 i Växjö kommun och motsvarar från 2016 Söraby distrikt i Kronobergs län.
Socknens areal är 66,03 kvadratkilometer, varav land 51,28. År 2000 fanns här 2 731 invånare. Tätorten Rottne med sockenkyrkan Söraby kyrka ligger i socknen. 

## Administrativ historik
Söraby socken har medeltida ursprung, då med namnet Rottne socken. Omkring 1400 delades denna i två, Södra Rottne socken och Norra Rottne socken, vilka den 21 september 1779 åter förenades under namnet Rottne socken. Detta ändrades sedan 17 november 1825 till det nuvarande namnet.
Vid kommunreformen 1862 övergick socknens ansvar för de kyrkliga frågorna till Söraby församling och för de borgerliga frågorna till Söraby landskommun.  Denna senare inkorporerades 1952 i Rottne landskommun som sedan 1971 uppgick i Växjö kommun.. Församlingen uppgick 2009 i Söraby, Tolg och Tjureda församling, som 2014 återtog namnet Söraby församling.
1 januari 2016 inrättades distriktet Söraby, med samma omfattning som församlingen hade 1999/2000.  
Socknen har tillhört samma fögderier och domsagor som Norrvidinge härad. De indelta soldaterna tillhörde Smålands husarregemente, Växjö kompani och Kronobergs regemente, Norrvidinge kompani.

## Geografi
Söraby socken ligger mellan Innaren och Vartorpasjön och Öjaren vid Mörrumsåns över lopp. Socknen är starkt kuperad skogs och odlingsbygd med många sjöar.

## Fornminnen
Tio hällkistor, ett flertal gravrösen från bronsåldern och flera järnåldersgravfält finns här med domarringar vid Brittatorp och Stockökvarn. En runristning finns vid Rottnekvarn.

## Namnet
Namnet (1770 Södraby), taget från kyrkbyn. Det äldre namnet på socknen (1350 Rötne) syftar på ett äldre ånamn bildat av verbet ryta.

### Fotnoter
1. 1 2 3  Svensk Uppslagsbok andra upplagan 1947–1955: Söraby socken
2. 1 2  Harlén, Hans; Harlén Eivy (2003). Sverige från A till Ö: geografisk-historisk uppslagsbok. Stockholm: Kommentus. Libris 9337075. ISBN 91-7345-139-8
3. ↑  År 1782 enligt Nationalencyklopedin och Svensk uppslagsbok
4. ↑  ”Förteckning (Sveriges församlingar genom tiderna)”. Skatteverket. 1989. http://www.skatteverket.se/privat/folkbokforing/omfolkbokforing/folkbokforingigaridag/sverigesforsamlingargenomtiderna/forteckning.4.18e1b10334ebe8bc80003999.html. Läst 17 december 2013.
5. ↑  ”Församlingar”. Statistiska centralbyrån. https://www.scb.se/hitta-statistik/regional-statistik-och-kartor/regionala-indelningar/forsamlingar/. Läst 30 december 2022.
6. ↑  Administrativ historik för Söraby socken (Klicka på församlingsposten). Källa: Nationella arkivdatabasen, Riksarkivet.
7. 1 2  Sjögren, Otto (1931). Sverige geografisk beskrivning del 2 Östergötlands, Jönköpings, Kronobergs, Kalmar och Gotlands län. Stockholm: Wahlström & Widstrand. Libris 9939
8. 1 2 3  Nationalencyklopedin
9. ↑  Fornlämningar, Statens historiska museum: Söraby socken
10. ↑  Fornminnesregistret, Riksantikvarieämbetet: Söraby socken Fornminnen i socknen erhålls på kartan genom att skriva in sockennamn (utan "socken") i "Ange geografiskt område"